# Débréché
Débréché (en macédonien Дебреше ; en albanais Debreshi) est un village du nord-ouest de la Macédoine du Nord, situé dans la municipalité de Gostivar. Le village comptait 4847 habitants en 2002. Il est majoritairement albanais.

## Démographie
Lors du recensement de 2002, le village comptait :
- Albanais : 4 739
- Macédoniens : 93
- Turcs : 2
- Bosniaques : 1
- Autres : 12